# Ellisella flava
Ellisella flava is een zachte koraalsoort uit de familie Ellisellidae. De koraalsoort komt uit het geslacht Ellisella. Ellisella flava werd in 1910 voor het eerst wetenschappelijk beschreven door Nutting. 